# Rio Dommel
O Dommel é um rio da Bélgica e Países Baixos, afluente esquerdo do Dieze. Sua nascente fica no nordeste da Bélgica, próximo de Peer e ele cruza a parte setentrional dos Países Baixos. O Dommel recebe as águas do Keersop, Tongelreep, Gender e Kleine Dommel e em 's-Hertogenbosch funde-se ao Aa para formar o rio Dieze, o qual é afluente do Mosa. As principais vilas e cidades ao longo do curso do Dommel são Peer, Neerpelt, Valkenswaard, Dommelen, Eindhoven, Son en Breugel, Boxtel, Sint-Michielsgestel e 's-Hertogenbosch.